# Enquêtrice malgré elle

Enquêtrice malgré elle (After All These Years) est un téléfilm américain diffusé le 20 avril 2013 sur Hallmark Movie Channel et en France le 13 mai 2013 sur M6.

## Synopsis
Après trente ans de mariage, Audrey Brandon tombe des nues lorsque son époux Michael lui annonce qu'il la quitte pour vivre le grand amour avec sa collègue. Quelques mois plus tard, Audrey découvre le corps de son mari, poignardé dans la cuisine. Alors que tout semble la désigner coupable, aux yeux de la police et des voisins, Audrey se lance dans une folle cavale à la recherche du véritable assassin…

## Fiche technique
- Titre original : After All These Years
- Réalisation : Scott Smith
- Scénario : Jon Maas
- Photographie :
- Pays :  États-Unis
- Durée : 90 minutes

## Distribution
- Wendie Malick : Audrey
- Andrea Martin : Anita
- Martha Burns : Phyllis
- Gregory Harrison : David
- Adam DiMarco (VF : Gabriel Bismuth-Bienaimé) : Alex
- Barclay Hope : Michael
- Ona Grauer : Christine Boll
- Paul Jarrett (VF : Vincent Violette) : Carter Dietrichson
- Garry Chalk : le sergent Mulligan
- Matt Ward (VF : Namakan Koné) : JJ Sefton
- Mary Black (VF : Cathy Cerda) : Helen Nickerson
- Ellie Harvie (VF : Brigitte Virtudes) : Gretchen van Horn
- Ray Abruzzo (VF : Mathieu Buscatto) : Artie Green

 Source et légende : version française (VF) sur RS Doublage et selon le carton de doublage télévisuel.